# Mohamed Al-Daradji
Mohamed Al-Daradji (Baghdad, 6 agosto 1978) è un regista iracheno.

## Biografia
Dopo il diploma in Belle Arti, si trasferisce nei Paesi Bassi per studiare alla Media Academy di Hilversem. In seguito si trasferisce a Leeds dove si specializza in fotografia e regia.
Dopo il crollo del regime di Saddam Hussein nel 2003, ritorna in Iraq per girare il suo primo pluripremiato lungometraggio, Ahlaam. È anche promotore di Iraq's Missing Campaign, un movimento che lotta per l'identificazione dei corpi rinvenuti nelle fosse comuni.

## Filmografia
- Ahlaam (2003)
- War, Love, God and Madness - documentario (2008)
- Son of Babylon  (2010)